# Jos Serluppens
Jos Serluppens (Antwerpen (Kiel), 5 mei 1927 — Antwerpen, 14 september 2002) was een Belgisch zanger en acteur.
Serluppens trad op in onder meer in het toenmalige Lyrisch Toneel Brussel, theater Haciénda te Antwerpen naast Yvonne Verbeeck, Tony Bell en Gaston Berghmans, en vervolgens in de Koninklijke Opera van Antwerpen tot 1988 als zanger, regisseur en scenedirecteur.